# Apomecyna corrugata
Apomecyna corrugata là một loài bọ cánh cứng trong họ Cerambycidae.